# Румунска књижевност
Румунска књижевност представља књижевност коју стварају румунски књижевници, иако се појам може користити да би означио сву књижевност написану на румунском језику.

## Историја

### Почеци
Најранији сачувани документ на румунском језику је Њаскуово писмо написано 1521. године судији и градоначелнику Брашова, Хансу Бенкнеру.
Румунска култура била је под јаким утицајем источне православне цркве, а званични став румунске цркве је да је православље у Румунију донео апостол Андреја. Према неким модерним румунским научницима, идеја ране христијанизације је неодржива, већ је била коришћена у пропагандне сврхе у тоталитарној ери као део идеологије протохронизма, који је тврдио да је православна црква била пратилац и бранитељ румунског народа током читаве његове историје. Најраније преведена књига на румунски језик били су старословенски религијски текстови из 15. века. Псалитр из Шкеија (Psaltirea Șcheiană) из 1482. године и Воронецки кодекс (Codicele Voronețean) представљају религијске текстове који су написани у Мармарошу.
Прва књига штампана у Румунији била је старословенска религијска књига из 1508. године. Прва штампана књига на румунском језику била је Протестантски катекизам ђакона Коресија из 1559. године, коју је штампао Филип Молдовеанул. Други преводи грчких и старословенских књига штампани су касније током 16. века. Дософтеј, Молдавац који је објављивао у Пољској током 1673. године, био је први румунски метрички псалтир, који је написао најранију поезију писану на румунском језику.
Рани напори да се објави Библија на румунском језику почели су 1582. године, штампањем у малом граду Ораштијама књиге под називом Палија де ла Ораштије. Ова књига представља превод првих књига Старог завета, а штампали су је ђакон Шербан (син горепоменутог ђакона Коресија) и Маријен Дијакул. Палију је са латинског превео епископ Михаил Тордаш, а прецизност превода проверавана је помоћу мађарских превода Библије.
Цела Библија није била објављена на румунском језику све до краја 17. века, када су монаси у манастиру Снагов, близу Букурешта, превели и одштампали Букурештанску Библију (Biblia de la București) 1688. године.
Европски хуманизам дошао је у Молдавију током 17. века преко Пољске са представником Мироном Костином, који је писао хронику о историји Молдавије. Други хуманиста био је Димитрије Кантемир, који је писао о историјама Румуније и Молдавије.

### Османска декаденција и фанариоти
Отоманско царство доминирало је румунским земљама током 18. века, које је одлучило да не дозволи румунске владаре у Влашкој и Молдавији и уместо тога владало преко грчких трговаца из Истанбула, званим фанариотима.
Сходно томе, грчка култура умногоме је утицала на развој румунске књижевности. На пример, један од највећих песника овог периода био је Алеку Вакареску, који је писао љубавне песме према традицији старогрчког песника Анакреонта. Његов отац, Јенакица, био је такође песник, али је написао и прву румунску граматику, док је његов син, Јанку, био вероватно један од највећих песника своје генерације. Људска комедија развијана је у анегдотама Антона Пана, који је покушао да илуструје мало балканског духа и фолклора који су Османлије донеле у румунске земље.
Ипак, наредна генерација румунских писаца се у потрагу за инспирацијом окренула ка европском илуминизму, међу њима и Георге Асачи, Јон Будаи Делеану и Динику Голеску.

### Национално буђење
Како су се револуционарне идеје национализма шириле по Европи, оне су се такође појавиле и родиле међу Румунима, који су желели своју наицоналну државу, али су живели под страном влашћу. Многи румунски писци тог времена такође су били део националног покрета и учествовали у устанкама 1821. и 1848. године. Почело се расправљати о пореклу Румуна, а у Трансилванији се појавио латински покрет Şcoala Ardeleană, чији су чланови почели писати филолошке студије о романском пореклу Румуна и почели да отварају школе на румунском језику.
Румуни који су студирали у Француској, Италији и Немачкој, као и немачка филозофија и француска култура почели су да се интегришу у модерну румунску књижевност тог периода, временом смањујући утицај Античке Грчке и Оријента. Важна фигура књижевности тог доба у Влашкој био је писац Јон Хелиаде Радулеску, који је покренуо први часопис на румунском језику и прво Филхармонијско друштво, које је касније створило Национално позориште у Букурешту.
Најзначајнији писци друге половине овог века били су Василе Александри и касније Михај Еминеску. Александри је био плодан писац, доприносећи румунској књижевности са поезијом, прозом, неколико представа и збирком румунског фолклора. Еминескуа већина критичара сматра најзначајнијим и најутицајнијим румунским песником. Његова лирска поезија настала је под утицајем бројних румунских традиција, а такође су на њу утицале немачка филозофија и хиндуистичке традиције.
Књижевни круг Јунимеа који је, између осталих, основао Титу Мајорексу 1863. године и кроз који је прошао велики број румунских писаца, играо је веома важну улогу у румунској књижевности. Многи истакнути румунски писци, укључујући Јона Луку Карагиалеа, који је написао неке од најбољих румунских комедија; Јона Кренгеа, који је писао традиционалне румунске приче; и Барбуа Штефанескуа Делавранче, објављивали су своје радове у том периоду. Ђорђе Кошбук био је песник, преводилац, учитељ и новинар, најпознатији по својим стиховима који описују, величају и славе сеоски живот. Николаје Балческу, Димитрије Болининеану, Алеку Русо, Николаје Филимон, Богдан Петричеику Хасдеу, Александру Одобеску, Григоре Александреску, Константин Негруци, Александру Влахуца, Александру Македонски, Петре Испиреску, Дуилиу Замфиреску и Јоан Славичи представљали су такође важне књижевне личности тог доба.
- Василе Александри
- Михај Еминеску
- Јон Лука Карагиале
- Јон Кренге

### Међуратна књижевност
Након постизања националног јединства 1918. године, румунска књижевност ушла је у оно што се може назвати златним добом, што је окарактерисано развојем румунског романа. Традиционално друштво и недавни политички догађаји утицали су на радове као што је роман Устанак (Răscoala) Ливиуа Ребреануа, објављен 1932. године, инспирисан румунским сељацима из 1907. годиен, као и дело Шума обешених (Pădurea Spânzuraţilor), објављено 1922. године и инспирисано учешћем Румуније у Првом светском рату. Почеци модерног романа могу се видети у делима Хортензије Пападат-Бенгеску (Concert din muzică de Bach - Бахов концерт), Камила Петрескуа (Ultima noapte de dragoste, întâia noapte de război - Последња ноћ љубави, прва ноћ рата). Георге Калинеску је још једна сложена личност румунске књижевности: романописац, драмски писац, песник, књижевни критичар и историчар, есејист, новинар. Објавио је ауторитативне монографије о Еминескуу и Кренгеу и монументалној (скоро 1.000 страница у четири тома) историји румунске књижевности од њеног настанка до времена писања (1941).
Важан реалистички писац био је Михаил Садовеану, који је писао углавном романе који су се одвијали у различита времена у историји Молдавије. Вероватно су најважнији писци тога доба били Тудор Аргези, Лучан Блага и Мирча Елиаде. Тудор Аргези је денео револуцију у румунској поезији 50 година након Еминескуа, стварајући нове стубове за модерну румунску песму. Лучан Блага, једна од најзначајнијих уметничких личности у земљи, кроз своје списе развио је комплексан филозофски систем, који и данас није савршено схваћен. Мирча Елиаде се данас сматра највећим историчарем у области религија. Његови романи откривају мистичну, претхришћанску симболику која отвара пут савременој румунској уметности.
Рођен у Румунији, Тристан Цара, песник и есејиста, главни је оснивач дадаистичког покрета, нихилистичког револуционарног покрета у уметности, и можда је био одговоран за његово име (румунски за "да да"). Касније је напустио нихилизам и препустио се надреализму и марксизму. По први пут у својој историји, румунска култура је била у потпуности повезана са западном културом, док је дадаизам први румунски уметнички и књижевни покрет који је постао интернационалан. Дадаизам и надреализам су основни делови авангарде, најреволуционарнијег облика модернизма. Румунску авангарду веома добро представљају Јон Минулеску, Герасим Лука, Урмуз, Перпесицијус, Тристан Цара, Григоре Куглер, Гео Богза, Барбу Фундоиану, Гелу Наум, Иларије Воронка и Јон Винеа. Макс Блехер је био песник чији су живот прекинули здравствени проблеми.
Георге Баковија био је песник симболиста. Док је у почетку припадао локалном симболистичком покрету, његова поезија се сматрала претходником румунског модернизма. Неке важне књижевне фигуре из овог периода биле су активне и у другим доменима. Василе Војкулеску је био румунски песник, писац кратке приче, драмски писац и лекар. Јон Барбу је био песник, као и важан математичар.
Цезар Петреску био је новинар, романописац и дечији писац. Посебно се памти по својој књизи за децу под називом Фрам, поларни медвед (Fram, ursul polar) - циркуски животињски лик је добио име по Фраму, броду који је Фритјоф Нансен користио на својим експедицијама). Елена Фараго је такође била дечји писац и песник.
Јон Агарбичану је био писац, као и политичар, теолог и гркокатолички свештеник. Гала Галактион је био други писац који је био и православни свештеник и теолог.
Друге књижевне личности из овог доба су Јонел Теодореану, Панаит Истрати, Гиб Михаеску, Отилија Чазимир, Георге Топорчеану.
- Михај Садовеану
- Тудор Аргези
- Лучан Блага

### Комунистичка ера
Марин Преда се често сматра најзначајнијим румунским писцем после Другог светског рата. Његов роман Породица Моромеци (novel Moromeţii) описује живот и потешкоће обичне сељачке породице у предратној Румунији, а касније и појаву комунизма у Румунији. Његова најважнија књига остаје Најдражи међу Земљанима (Cel mai iubit dintre pământeni), која представља окрутан опис комунистичког друштва. Захарија Станцу је 1948. године објавио свој први значајнији роман Босоноги (Desculț).
Неки од најважнијих песника овог периода су Никита Станеску, Марин Сореску, Ана Бландиана, Леонид Димов и Штефа Аугустин Доинаш. Важан романописац из ове ере био је Раду Тудоран.
Изван Румуније, Ежен Јонеско и Емил Чоран представљали су национални дух на највишем нивоу. Ежен Јонеско био је један од најистакнутијих писаца позоришта апсурда. Поред исмејавања најбаналнијих ситуација, Јонескови комади на опипљив начин приказују самоћу људи и безначајност њиховог постојања, док је Чоран био бриљантан писац и филозоф.

### Савремена књижевност
Неки од познатијих савремених румунских књижевника су:
- Габријела Адамештеану
- Штефан Агопиан
- Николаје Бребан
- Грид Модорча
- Светлана Карстеан
- Мирча Картареску
- Трајан Т. Кошовеи
- Георге Кракиун
- Александру Ековоиу
- Раду Павел Гео
- Флорин Јару
- Јон Богдан Лефтер
- Норман Манеа
- Дан К. Михаилеску
- Херта Милер (добитница Нобелове награде за књижевност за 2009. годину)
- Јон Мурешан
- Мирча Неделчу
- Дора Павел
- Симона Попеску
- Сорин Преда
- Доина Рушти
- Сесилија Штефанеску
- Дан Сочу
- Јон Стратан
- Богдан Сучава
- Кристија Теодореску
- Разван Цупа
- Думитру Цепењаг
- Ђорђе Корнила
- Доина Рушти (1957)

## Хронологија (19 век—данас)
- 1812 Țiganiada Јоан Будаи Делеану			(епска песма)
- 1883 Poezii Михај Еминеску			(поезија)
- 1884 O Scrisoare Pierdută Јон Лука Карагиале			(представа)
- 1920 Ion Liviu Rebreanu (роман)
- 1924 În Marea Trecere Лучан Блага		(поезија)
- 1925 Danton Камил Петреску               (представа)
- 1927 Concert din Muzică de Bach Хортензија Пападат Бенгеску			(роман)
- 1927 Cuvinte Potrivite Тудор Аргези		(поезија)
- 1929 Craii de Curtea-Veche Матеиу Карагиале		(роман)
- 1930 Joc Secund Јон Барбу               (поезија)
- 1933 Patul lui Procust Камил Петреску		(роман)
- 1934 Ioana Антон Холбан		(роман)
- 1936 Întâmplări în Irealitate Imediată Макс Блечер		(роман)
- 1938 Enigma Otiliei Ђорђе Калинеску		(роман)
- 1943 Panopticum Јон Карајон (поезија)
- 1945 Plantații Констант Тонегару		(поезија)
- 1946 Stanțe Burgheze Ђорђе Баковиа 			(поезија)
- 1946 Libertatea de a Trage cu Pușca Ђео Думитреску			(поезија)
- 1947 Don Juana Раду Станца		(представа)
- 1955 Moromeții Марин Преда (роман)
- 1956 Primele Iubiri Николаје Лабис		(поезија)
- 1964 Ultimele sonete închipuite ale lui Shakespeare Василе Воикулеску 			(поезија)
- 1965 Iarna Bărbaților Штефан Банулеску (кратка проза)
- 1966 Omul cu Compasul Штефан Аугустин Доинаш 			(поезија)
- 1966 11 Elegii Никита Станеску		(поезија)
- 1968 Iona Марин Сореску   (представа)
- 1969 Carte de Vise Леонид Димов		(поезија)
- 1969 Dicționar onomastic Мирча Хориа Симионеску		(роман)
- 1970 Matei Iliescu Раду Петреску (роман)
- 1973 Vânătoarea Regală Д. Р. Попеску		(роман)
- 1975 Lumea în Două Zile Ђорђе Балајца		(роман)
- 1977 Cartea de la Metropolis Штефан Банулеску			(роман)
- 1977 Bunavestire Николаје Бребан		(роман)
- 1980 Faruri, Vitrine, Fotografii Мирча Картареску			(поезија)
- 1983 Dimineață Pierdută Габријела Адамештеану			(роман)
- 1983 Poeme de Amor Мирча Картареску			(поезија)
- 1988 versuri vechi, nouă Мирча Иванеску		(поезија)
- 1989 Și Ieri Va Fi o Zi Мирча Неделчу			(кратка проза)
- 1990 Levantul Мирча Картареску		(епска песма)
- 1993 Nostalgia Мирча Картареску			(кратка проза)
- 1996 Amantul Colivaresei Раду Алдулеску		(роман)
- 1996 Coaja lucrurilor, sau Dansând cu Jupuita Адриан Оцоју		(роман)
- 1996 Orbitor. Aripa stângă Мирча Картареску		(роман)
- 2004 Pupa Russa Георге Кракиун			(роман)
- 2004 Proorocii Ierusalimului Раду Алдулеску		(роман)
- 2006     ‘'Zogru Доина Рушти   (роман)
- 2008     ‘’Fantoma din moră Доина Рушти   (роман)
- 2009     ‘’Lizoanca la 11 ani Доина Рушти   (роман)
- 2015     ‘’Manuscrisul fanariot Доина Рушти   (роман)
- 2017     ‘’Mâța Vinerii Доина Рушти   (роман)
- 2010 Rădăcina de Bucsau О. Нимигеан   (роман)
- 2018 Armaghedon revelat       Грид Модорча (роман)